# Severnyj rajon (Oblast' di Novosibirsk)
Il Severnyj rajon è un rajon (distretto) dell'oblast' di Novosibirsk, nella Russia siberiana sudoccidentale. Il capoluogo è la cittadina di Severnoe.